# زلزله ۱۶۶۸ آناتولی شمالی
آناتولی شمالی در صبح ۱۷ اوت ۱۶۶۸ توسط زمین لرزه بزرگی به قدرت تخمینی ۷/۸ تا ۸ ریشتر لرزید. کانون این زمین لرزه در ساحل جنوبی دریاچه لادیک بود. این زلزله خسارات گسترده‌ای در بولو در غرب تا ارزنجان در شرق وارد کرد و منجر به مرگ حدود ۸۰۰۰ نفر شد. این قوی‌ترین زمین لرزه ثبت شده در ترکیه بوده‌است. شهر بولو تقریباً به‌طور کامل در اثر زلزله ویران شده و ۱۸۰۰ کشته بر جای گذاشت. همچنین خسارات شدیدی به سمت شرق در امتداد گسل وارد شد و ۶۰۰۰ تلفات دیگر بین مرزیفون و نیکسر گزارش شد. همچنین برخی از خسارات از شرق به ارزنجان و در نقاط مختلف در امتداد سواحل دریای سیاه گزارش شده‌است. دیوارها و برج‌های قلعه سامسون آسیب دید و بخش‌هایی از بنا تخریب شد.